# Пестрики
Пестрики — деревня в Невельском районе Псковской области России. Входит в состав сельского поселения «Лёховская волость».
Находится на дороге Невель-Усвяты в 6 версах к северо-западу от деревни Лёхово и в 26 верстах к юго-востоку от города Невеля.

## Население
Численность населения деревни на конец 2000 года составляла 7 жителей.